# SN 2010ku
SN 2010ku – supernowa typu II-P odkryta 16 grudnia 2010 roku w galaktyce IC 716. W momencie odkrycia miała maksymalną jasność 16,80m.